# Thomasschule zu Leipzig
Thomasschule zu Leipzig, conhecido geralmente como a Thomasschule, é uma escola e internato secundária pública situada em Leipzig, Alemanha. Foi fundada em 1212 no pátio da igreja de São Tomás e uma das escolas mais antigas do país. O ensino musical é muito importante, porque a escola é responsável da instrução dos rapazes do famoso coro de rapazes Thomanerchor.